# Расдорф
Расдорф (нім. Rasdorf) — сільська громада в Німеччині, знаходиться в землі Гессен. Підпорядковується адміністративному округу Кассель. Входить до складу району Фульда.
Площа — 30,07 км2. Населення становить 1561 ос. (станом на 31 грудня 2020).